# Division 1 i amerikansk fotboll för damer 2014
Division 1 i amerikansk fotboll för damer 2014 är den högsta serien i amerikansk fotboll för damer i Sverige 2014. 
Lagen möts i dubbelmöten.  Vinst ger 2 poäng, oavgjort 1 poäng och förlust 0 poäng.

## Tabell och matchresultat
S = Spelade matcher; V = Vunna matcher; O = Oavgjorda matcher; F = Förlorade matcher

GP = Gjorda poäng; IP = Insläppta poäng; PS = Poängskillnad; P = Poäng

Färgkoder:
     – Mästerskapsslutspel.

| Nr | Lag                     | S | V | O | F | GP  | IP  | PS   | P  |
| -- | ----------------------- | - | - | - | - | --- | --- | ---- | -- |
| 1  | Stockholm Mean Machines | 6 | 6 | 0 | 0 | 197 | 18  | +179 | 12 |
| 2  | Arlanda Jets            | 6 | 3 | 0 | 3 | 87  | 144 | −57  | 6  |
| 3  | Örebro Black Knights    | 6 | 2 | 0 | 4 | 84  | 111 | −27  | 4  |
| 4  | Västerås Roedeers       | 6 | 1 | 0 | 5 | 54  | 149 | −95  | 2  |

| Hemma \ Borta           | AJ    | SMM  | VR   | ÖBK   |
| Arlanda Jets            | —     | 6-20 | 31-2 | 15-14 |
| Stockholm Mean Machines | 56-0  | —    | 41-0 | 13-0  |
| Västerås Roedeers       | 18-22 | 6-25 | —    | 22-8  |
| Örebro Black Knights    | 34-13 | 6-42 | 22-6 | —     |

## Slutspel

### Semifinaler
|       | 31 augusti 2014 | Stockholm Mean Machines | 28–0               | Västerås Roedeers | Zinkensdamms IP |  |
| 13:30 | 13:30           |                         | (8–0) Matchrapport |                   |                 |  |
| 13:30 | 13:30           |                         |                    |                   |                 |  |
| 13:30 | 13:30           |                         |                    |                   |                 |  |

|       | 31 augusti 2014 | Arlanda Jets | 20–0 | Örebro Black Knights | Midgårdsvallen |  |
| 16:00 |                 |              |      |                      |                |  |
|       |                 |              |      |                      |                |  |
|       |                 |              |      |                      |                |  |

### SM-final
|       | 13 september 2014 | Stockholm Mean Machines | 38–6                | Arlanda Jets | Behrn Arena, Örebro |             |
| 16:15 | 16:15             |                         | (20–0) Matchrapport |              | Publik: 242         | Publik: 242 |
| 16:15 | 16:15             |                         |                     |              | Publik: 242         | Publik: 242 |
| 16:15 | 16:15             |                         |                     |              | Publik: 242         | Publik: 242 |